# Hutschnur
Eine Hutschnur ist eine kreisförmig um den Hut am Zusammenstoß von Hutkappe und Krempe angebrachte Schnur. Sie diente ursprünglich der Stabilisierung und dem Halt des Hutes auf dem Kopf und vermied ein Auseinandergehen des Hutmaterials. Einen ähnlichen Zweck erfüllt das Hutband. Hutschnüre erfuhren teils fantasievolle modeabhängige Gestaltungen.

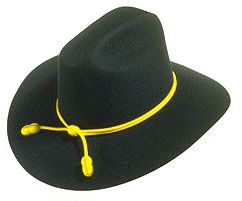
US-Kavalleriehut mit Schnur

Im Mittelalter verwendete man die Hutschnur auch als  Maßeinheit zur Kontrolle der Dicke von Wasserleitungen. Der Wasserstrahl durfte bei der Wasserentnahme aus Gründen der Wassereinsparung nicht dicker als eine Hutschnur sein. Dass die deutsche Redewendung: Das geht (mir) über die Hutschnur für das übersteigt das Maß des Erlaubten darauf zurückgeht, ist laut Duden fraglich.
Die Hutschnur kann jemandem  im Zorn oder Affekt  redensartlich aber auch hochgehen oder platzen.